# 三笑之才子佳人
三笑之才子佳人是2010年中国内地拍摄的一部古装喜剧电影。由著名相声演员郭德纲担任导演，郭德纲、姚笛、于谦主演，高圆圆、刘蓓等客串。故事主要讲述江南才子唐伯虎与婢女秋香的恋爱故事。

## 演员阵容
- 主演：
- 郭德纲
- 姚笛
- 联合主演：
- 郭柯宇 张恒 于谦 曹云金 李菁 何云伟 马国伟 九孔 安泽豪
- 友情出演：
- 高圆圆 刘蓓 气壳 黄健翔 那威 雪村 张一白 姜超 严宽

## 主创阵容
- 出品人：
- 李桦、郭德纲、覃宏、任仲伦、杜大宁、徐佳喧、刘诗来、高伟
- 总导演：
- 郭德纲
- 导演：
- 刘观伟
- 制片人：
- 邵菲、徐佳喧
- 执行制片人：
- 任乃长